# Sankt Peter am Hart
Sankt Peter am Hart är en ort och kommun  i Österrike. Den ligger i distriktet Braunau am Inn i förbundslandet Oberösterreich, 240 kilometer väster om huvudstaden Wien. Kommunen gränsar i norr till floden Inn som även utgör gräns mot Bayern i Tyskland. 
Kommunen består av 21 orter (Ortschaften) (inom parentes invånarantal 1 januari 2024):

- Aching (97)
- Aham (45)
- Aselkam (172)
- Bergham (129)
- Bogenhofen (327)
- Dietfurt (184)
- Guggenberg (12)
- Hagenau (202)
- Hart (14)
- Heitzenberg (33)
- Hundslau (5)
- Jahrsdorf (190)
- Meinharting (5)
- Moos (142)
- Nöfing (100)
- Ofen (91)
- Reikersdorf (265)
- Sankt Peter am Hart (535)
- Schickenedt (13)
- Spraid (10)
- Wimm (9)